# Веселовский, Олег Николаевич
Олег Николаевич Веселовский  (21 марта 1928 — 16 апреля 2018) — специалист в области электротехники, доктор технических наук, профессор, основатель и первый заведующий кафедрой электротехники (1962—1994), декан электромеханического факультета и факультета энергетики (1959—1964), проректор по учебной работе (1965—1974) Новосибирского государственного технического университета. Академик Академии электротехнических наук РФ.

## Биография
Олег Николаевич Веселовский родился 21 марта 1928 года. В 1950 году окончил электромеханический факультет Московского энергетического института. В 1954 году в МЭИ он защитил кандидатскую диссертацию на тему: «Доливо-Добровольский — основоположник техники трехфазного тока», получил учёное звание доцента кафедры истории энергетической техники, работал по совместительству заместителем декана электроэнергетического факультета. В МЭИ Олег Николаевич сформировался как ученый, педагог и администратор.
В 1959 году О. Н. Веселовский был избран на должность доцента кафедры теоретических основ электротехники НЭТИ и переехал в Новосибирск. Вся дальнейшая трудовая деятельность Олега Николаевича связана с Новосибирским электротехническим институтом (ныне Новосибирский государственный технический университет). В 1959—1964 годах он работал в должности декана факультета энергетики, а с 1965 по 1974 год — в должности проректора по учебной работе. В 1963 году О. Н. Веселовский организовал кафедру общей электротехники и в течение 30 лет был её заведующим. В 1981 году защитил докторскую диссертацию на тему: «Низкоскоростные линейные электродвигатели». Получил ученую степень доктора технических наук, а в 1982 году — ученое звание профессора.

## Научная деятельность
Область научных интересов: история электротехники, развитие электротехники в XX веке, электрические машины, линейные электродвигатели. В свое время Олег Николаевич участвовал в подготовке научного издания «Энциклопедии электротехники» в 5 томах.
За годы научно-педагогической деятельности О. Н. Веселовским опубликовано более 130 научных и методических работ, в том числе 10 книг и 7 изобретений, подготовлено 13 кандидатов и два доктора технических наук.
Олег Николаевич Веселовский в разное время был членом научно-методического совета Минвуза СССР по электротехнике, в 1993 году избран действительным членом Академии электротехнических наук (АЭН), в 2002 году — Почетным академиком АЭН.

### Труды
- «Линейные асинхронные двигатели», 1991.
- Веселовский О. Н. Вопросы энергосбережения в линейных электроприводах транспортных средств / О. Н. Веселовский, Е. В. Огнянников, А. В. Сапсалев // Научный вестник НГТУ.
- Сапсалев А. В. Оптимизация параметров электропривода линейного двигателя с катящимся ротором / А. В. Сапсалев, О. Н. Веселовский, В. И. Полевский // Электротехника. № 2.
- Веселовский О. Н. Индукторный двигатель аксиального типа, обмотка которого выполнена с зубовым шагом / О. Н. Веселовский, Д. Л. Калужский, Е. У. Крутских // Сборник докладов международной конференции.
- Сапсалев А. В. Вопросы энергосбережения в линейных циклических электроприводах транспортных средств / А. В. Сапсалев, О. Н. Веселовский // Материалы Всероссийского электротехнического конгресса ВЭЛК-2005.

## Награды и звания
- Медалью ордена «За заслуги перед Отечеством» II степени
- Медаль «За трудовую доблесть»
- Медаль «За доблестный труд»
- «Почетный работник высшего профессионального образования России»
- «Заслуженный работник НГТУ»